# Teledifusão de Macau
Teledifusão de Macau of TDM is een Macause televisiebedrijf die op 1 januari 1982 werd opgericht. TDM heeft twee radiostations. Rádio Macau bestaat uit een Portugese zender op 98,0 MHz en een Standaardkantonese/Standaardmandarijnse zender op 100,7 MHz in de FM-band.

## Televisiezenders
Chinese zenders:
- Macau TV
- Macau HDTV

Portugese zenders:
- Canal Macau